# Petach Tikwa
Petach Tikwa (hebr. פֶּתַח תִּקְוָה, Petaẖ Tikvaⓘ; arab. بيتح تكفا) – miasto położone w Dystrykcie Centralnym w Izraelu. Jest po Hajfie największym ośrodkiem przemysłowym Izraela.
Leży na równinie Szaron w aglomeracji miejskiej Gusz Dan, w otoczeniu miast Bene Berak, Tel Awiw, Ramat ha-Szaron, Hod ha-Szaron, Rosz ha-Ajin, Kirjat Ono i Giwat Szemu’el, miasteczka Ganne Tikwa, moszawów Newe Jarak, Kefar Sirkin, Mazor, Nechalim, Magszimim i Kefar Ma’as, oraz kibucu Giwat ha-Szelosza. Na wschód od miasta znajduje się baza wojskowa Sił Obronnych Izraela z dawnym lotniskiem Kefar Sirkin.

## Historia
W 1878 grupa religijnych pionierów z Jerozolimy podjęła inicjatywę założenia pierwszej nowożytnej żydowskiej osady rolniczej w Palestynie. Pomysłodawcami byli rabini Joel-Mosze Salomon, Dawid Gutmann i Jeszua Stampfer. Pionierzy planowali zakupić ziemię w dolinie Akor, położonej w pobliżu miasta Jerycho. Nazwa nowej osady miała nawiązywać do biblijnego wersetu z Księgi Ozeasza 2:17.

Oddam jej znowu winnice, dolinę Akor uczynię bramą nadziei – i będzie Mi tam uległa jak za dni swej młodości, gdy wychodziła z egipskiego kraju

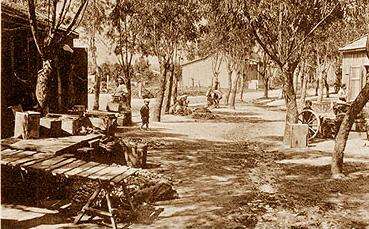
Petach Tikwa w 1912

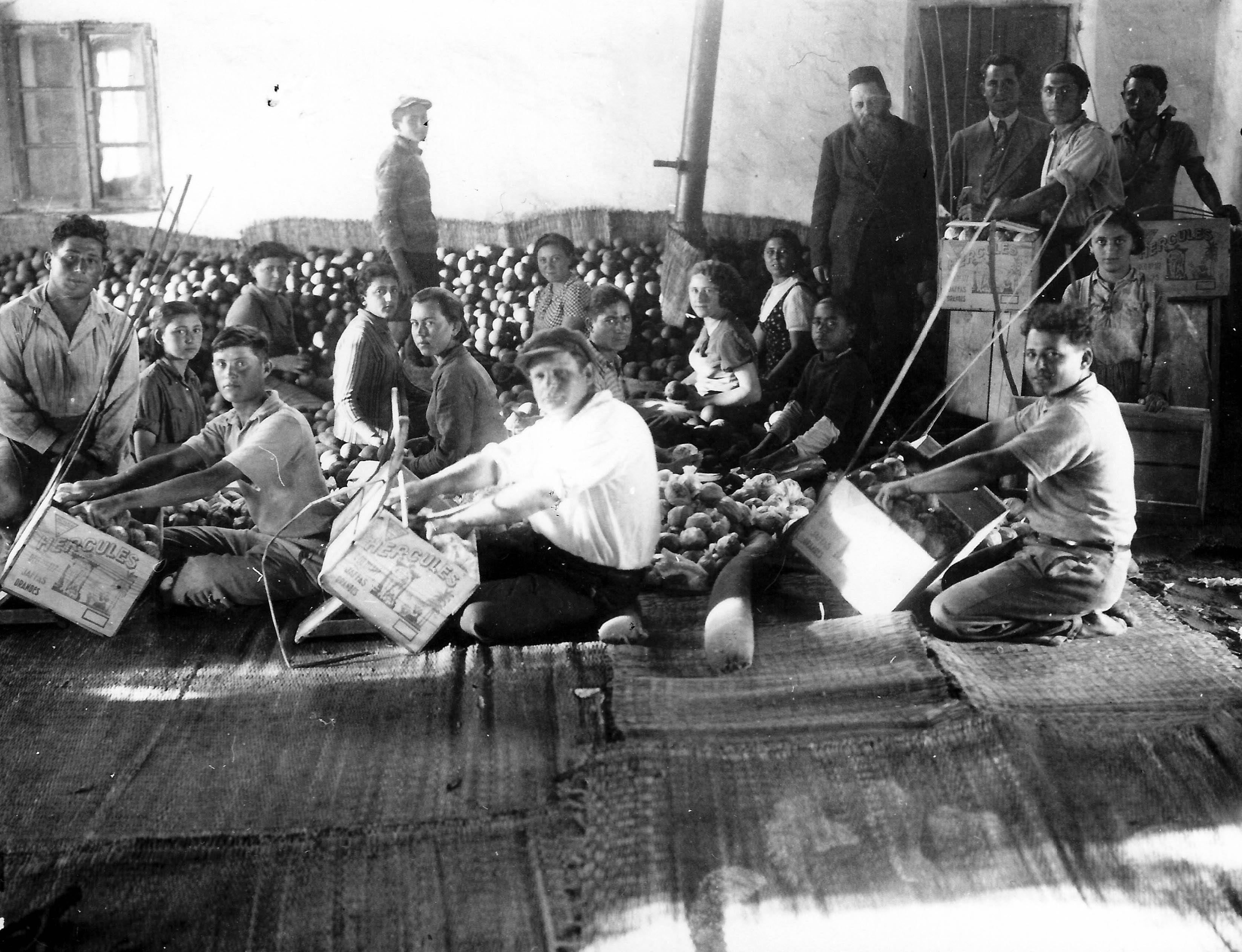
Żydowscy pracownicy w Petach Tikwie w latach 30.

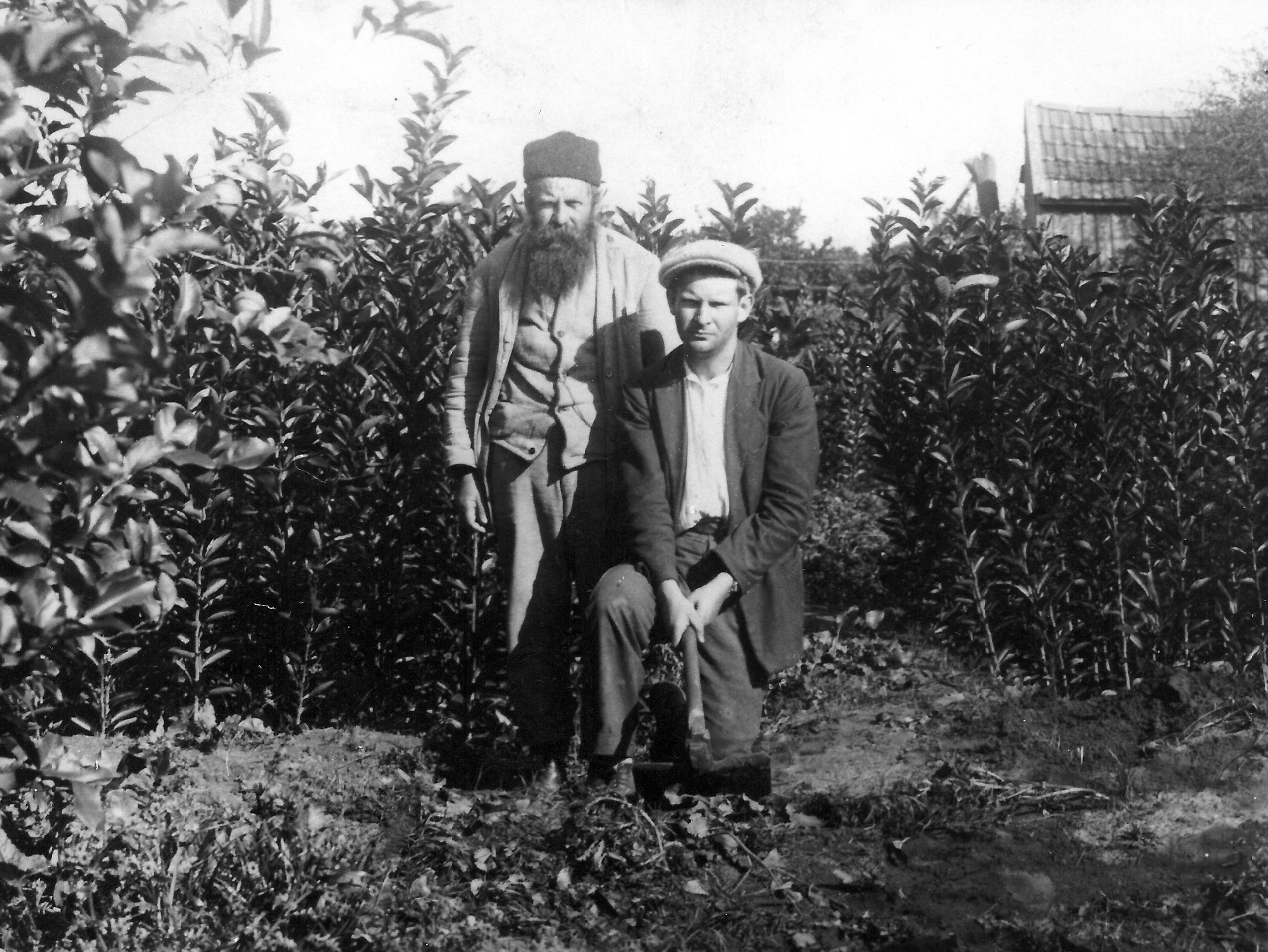
Burmistrz Shlomo Stampfer z synem Beniaminem w sadzie pomarańczowym Stampfer w Petach Tikwie w latach 30

Okazało się jednak, że władze tureckie zablokowały sprzedaż ziemi Żydom. Niezrażeni tym pionierzy zakupili w 1878 teren o powierzchni 3,4 km² przy arabskiej wsi Mullabis, w pobliżu źródeł rzeki Jarkon. Sułtan Abd-ul-Hamid II wyraził zgodę na tę transakcję, ponieważ sprzedawana ziemia znajdowała się pomiędzy malarycznymi bagnami doliny Szaron, i wszyscy spodziewali się, że Żydzi bardzo szybko uciekną stamtąd.
I rzeczywiście, bardzo szybko w nowym osiedlu wybuchła malaria, zmuszając jej mieszkańców do opuszczenia swoich domów. W 1883 dzięki pomocy finansowej barona Edmonda de Rothschilda udało się osuszyć bagna i ponownie zasiedlić osadę, w której zaczęli osiedlać się nowo przybyli żydowscy imigranci z Europy. Przy osadzie zasadzono sad drzewek cytrusowych (pierwsze drzewko zasadził rabin Aryeh Leib Frumkin).
W 1886 w Petach Tikwie doszło do pierwszego arabskiego ataku na żydowskie osiedle. Grupa około 100 Arabów z pobliskiej wioski Yehudia najechała na żydowską osadę, bijąc mieszkańców i niszcząc ich dobytek. Podczas ataku zraniony został między innymi rabin Frumkin.
Podczas I wojny światowej Petach Tikwa służyła jako osada-uchodźców dla żydowskich mieszkańców Tel Awiwu i Jafy, którzy zostali zmuszeni przez turecką armię do opuszczenia swoich domów. W 1917 osada mocno ucierpiała, ponieważ w jej bezpośrednim sąsiedztwie przebiegała linia frontu brytyjsko-tureckiego.
W Petach Tikwa powstała pierwsza szkoła rolnicza dla pionierów. Od tego momentu większość żydowskich imigrantów po przyjeździe do Palestyny przyjeżdżała do tutejszej szkoły, a dopiero po ukończeniu szkolenia osiedlała się w któreś z części kraju. Szkoła rolnicza jest czynna do chwili obecnej.
W Petach Tikwa narodził się także syjonizm socjalistyczny, którego inicjatorem był pisarz Aaron David Gordon (1856-1922). Początkowo mieszkał on w Petach Tikwie, a następnie przeprowadził się do kibucu Deganja Alef w Galilei.
Na początku lat 20. w Petach Tikwie powstała pierwsza strefa przemysłowa. Rozwojowi przemysłu towarzyszył rozwój osady, która w 1921 otrzymała od władz brytyjskich Mandatu Palestyny status samorządu lokalnego, a w 1937 prawa miejskie. Podczas arabskich rozruchów w maju 1921 w Petach Tikwie zginęło 4 żydowskich osadników.
Podczas intifady Al-Aksa Petach Tikwa ucierpiała z powodu trzech palestyńskich zamachów terrorystycznych:
- 27 maja 2002 terrorysta-samobójca z Brygad Męczenników Al-Aksa wysadził się przy wejściu do kawiarni Bravissimo. Zginęło 2 Izraelczyków, a 20 osób zostało rannych.
- 25 grudnia 2003 terrorysta-samobójca z Ludowego Frontu Wyzwolenia Palestyny wysadził się na przystanku autobusowym obok mostu Geha. Zginęło 4 Izraelczyków, a 26 osób zostało rannych.
- 5 lutego 2006 Palestyńczyk zaatakował nożem pasażerów autobusu Sherut, raniąc 5 osób (dwoje rannych zmarło od ran w szpitalu).

## Demografia
Zgodnie z danymi Izraelskiego Centrum Danych Statystycznych w 2008 roku w mieście żyło 192,7 tys. mieszkańców.
Populacja miasta pod względem wieku:
| Wiek (w latach) | Procent populacji w % |
| --------------- | --------------------- |
| 0-4             | 8,6%                  |
| 5-9             | 7,7%                  |
| 10-14           | 6,7%                  |
| 15-19           | 6,7%                  |
| 20-29           | 14,7%                 |
| 30-44           | 20,0%                 |
| 45-59           | 18,0%                 |
| ponad 60        | 17,6%                 |

Źródło danych: Central Bureau of Statistics.

### Religia

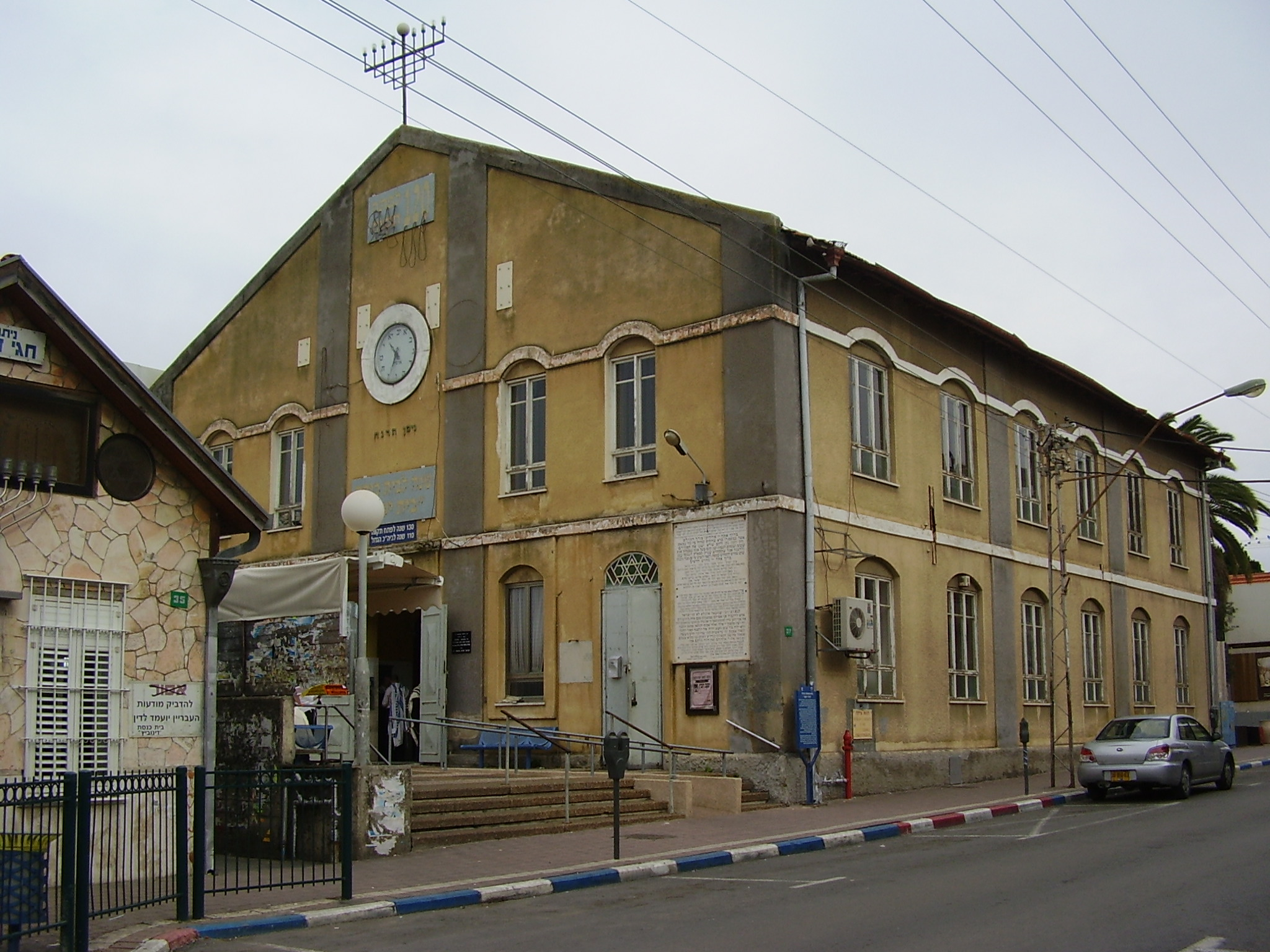
Wielka Synagoga w Petach Tikwie

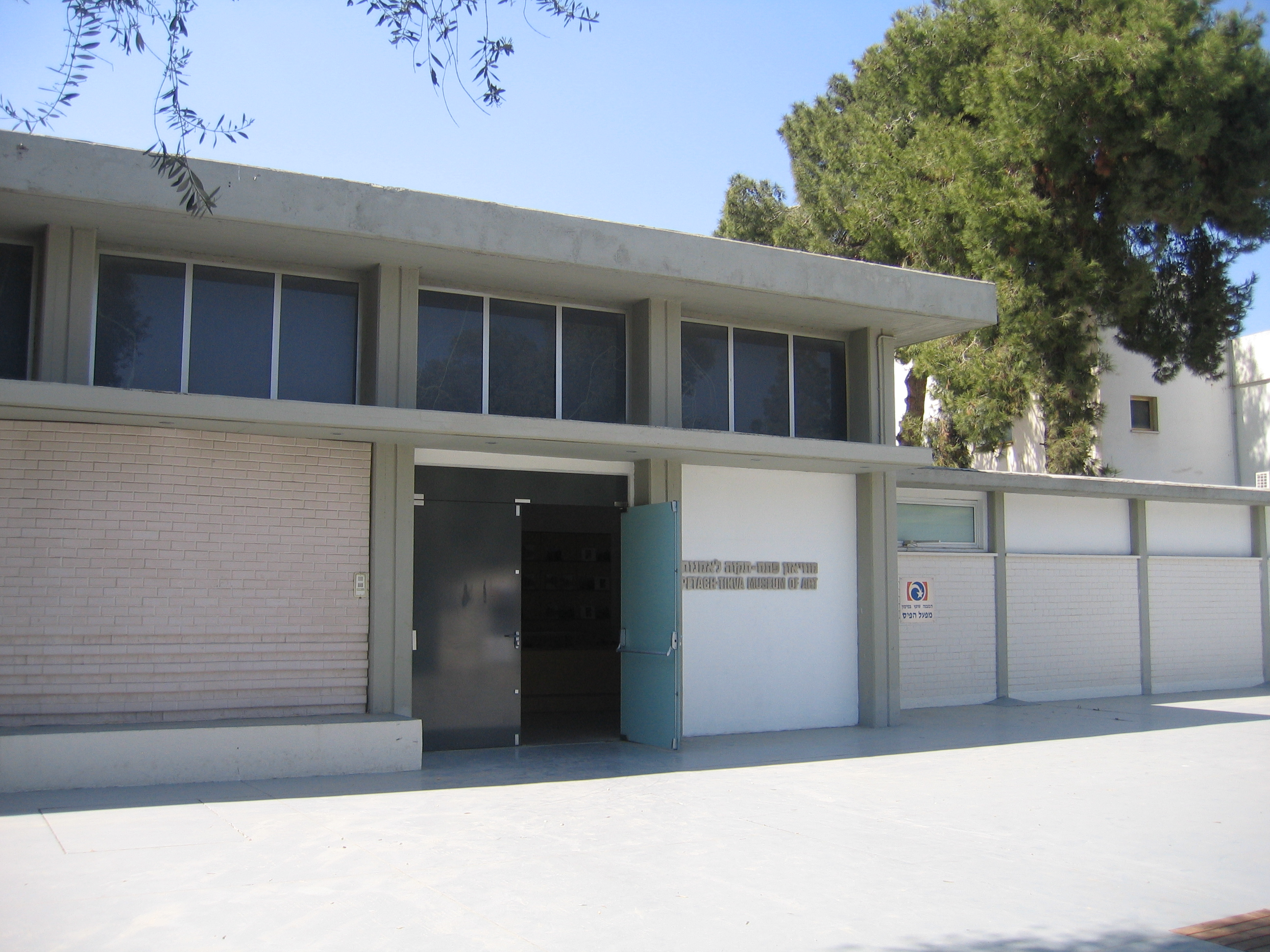
Muzeum Sztuki w Petach Tikwie

W Petach Tikwa żyje około 70 tys. ultraortodoksyjnych Żydów. Dla potrzeb całej religijnej społeczności miasta działa 300 synagog, wliczając w to 120-letnią Wielką Synagogę, 8 mykw oraz dwie główne jesziwy Lundge Yeshiva i Or-Yisrael.

### Osiedla mieszkaniowe
Miasto posiada liczne osiedla mieszkaniowe: Hadar HaMoshavot, New Hadar HaMoshavot, Ahim Israelit, Newe Gan, Krol, Shifer, Kfar Avraham, Kiryat HaRav Solomon, Mishkanot Ganim, Shikun HaPo’el HaMizrahi, Tkuma, Kiryat Alon, Kiryat David Elazar, Yoseftal, Kiryat Eliezer Perry, Tzameret Ganim, Ein Ganim, City Center, Ramat Verber, Bar Jehuda, Newe Ganim, Kiryat Matalon, Neve Oz, Kfar Ganim, Bat Ganim, Shikun Ahdut, Sha’ariya, Amishav, Beilinson i Hadar Ganim.

## Gospodarka
W przeszłości miasto słynęło jako ważny ośrodek hodowli cytrusów, jednak z czasem rozległe sady drzew owocowych zostały wykupione przez przedsiębiorstwa budowlane, który wybudowały nowe dzielnice mieszkaniowe. Obecnie Petach Tikwa jest największym po Hajfie ośrodkiem przemysłowym w Izraelu. Przemysł jest rozlokowany w trzech strefach przemysłowych: Kiryat Arye, Kiryat Matalon i Segula. Znajduje się tutaj przemysł tekstylny, maszynowy, chemiczny, elektrotechniczny, spożywczy i inne. W ostatnich latach swoją działalność rozwinęły liczne spółki high-tech. Mają tutaj swoje siedziby izraelskie przedstawicielstwa koncernów Oracle Corporation, IBM, Intel, SanDisk, ECI Telecom, GlaxoSmithKline oraz Teva Pharmaceutical Industries.
W 1976 w Petach Tikwie wybudowano wielkie zakłady spożywczego koncernu Osem. Na wschód od miasta znajduje się kamieniołom dostarczający materiały budowlane.

## Transport
Przez północną część miasta przebiega droga nr 481, którą jadąc na zachód dojeżdża się do autostrady nr 4 i miasta Bene Berak, lub jadąc na wschód dojeżdża się do drogi ekspresowej nr 40. Ze wschodniej części miasta wychodzi droga nr 483, którą jadąc na wschód dojeżdża się do autostrady nr 6. Wzdłuż południowej granicy miasta przebiega droga nr 471. Wzdłuż północnych granic miasta przebiega autostrada nr 5.
W mieście znajdują się dwie stacje kolejowe: Petach Tikwa Kirjat Arje i Petach Tikwa Segula. Pociągi Rakewet Jisra’el z Petach Tikwa jadą do Lod, Tel Awiwu, Bene Berak, Kefar Sawy i Riszon le-Cijjon. W trakcie budowy jest system szybkiej kolejki, która ma połączyć Petach Tikwa z Bene Berak, Ramat Gan, Tel Awiwem i Bat Jam.

## Oświata
W mieście znajduje się ponad 300 placówek oświatowych, od przedszkoli do różnorodnych szkół. Liczba uczniów wynosi 43 tys., a liczba nauczycieli około 2,4 tys. Ze szczególną uwagą podchodzi się do szkolnictwa specjalnego.

## Kultura
Najważniejszą instytucją kulturalną miasta jest kompleks muzealny, w skład którego wchodzi Yad Labanim Museum, Muzeum Człowieka i Jego Środowiska, Muzeum Biologii, Muzeum Afek oraz połączone z nimi piękne ZOO. W Muzeum Sztuki zgromadzono prawie 3 tys. dzieł izraelskiej sztuki z drugiej połowy XX wieku.
W mieście znajduje się dwadzieścia parków, z których najcenniejszym jest Park Narodowy Źródeł Rzeki Jarkon. Każdego roku odwiedza go ponad 100 tys. gości.

## Służba zdrowia

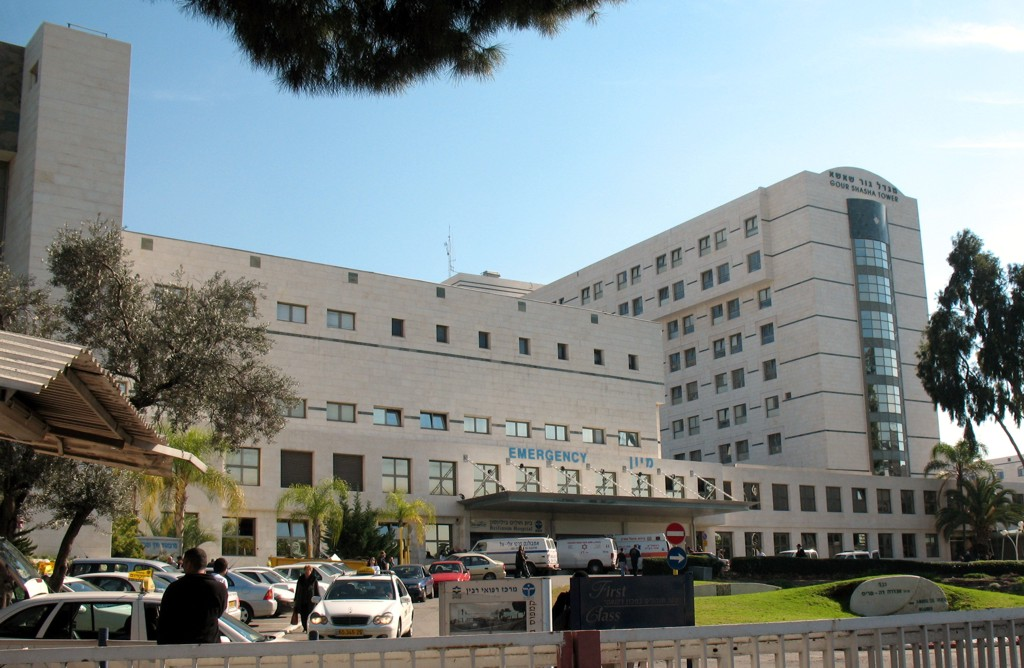
Beilinson Hospital w Petach Tikwie

Petach Tikwa posiada najbardziej rozbudowaną służbę zdrowia ze wszystkich izraelskich miast. W mieście znajduje się sześć szpitali. Rabin Medical Center jest największym szpitalem w Izraelu po Sheba Medical Center w Ramat Ganie. Ten olbrzymi kompleks szpitalny obejmuje między innymi Centrum Medyczne Beillinson, Centrum Onkologiczne Davidoff, Szpital Psychiatryczny Geha, Szpital Pediatryczny Schneider oraz wydział medyczny Uniwersytetu Telawiwskiego.
Innymi tutejszymi szpitalami są: HaSharon Hospital, Beit Rivka Geriatric Center, Kupat Holim Medical Research Center i prywatny szpital Ramat Marpeh. Schneider Pediatric Center jest jednym z największych i najbardziej nowoczesnych szpitali pediatrycznych na Bliskim Wschodzie.

## Sport
Petach Tikwa ma dwie drużyny piłkarskie – Hapoel Petach Tikwa F.C. i Maccabi Petach Tikwa. W mieście gra także drużyna baseballu Petach Tikwa Pioneers.

## Władze miejskie i polityka

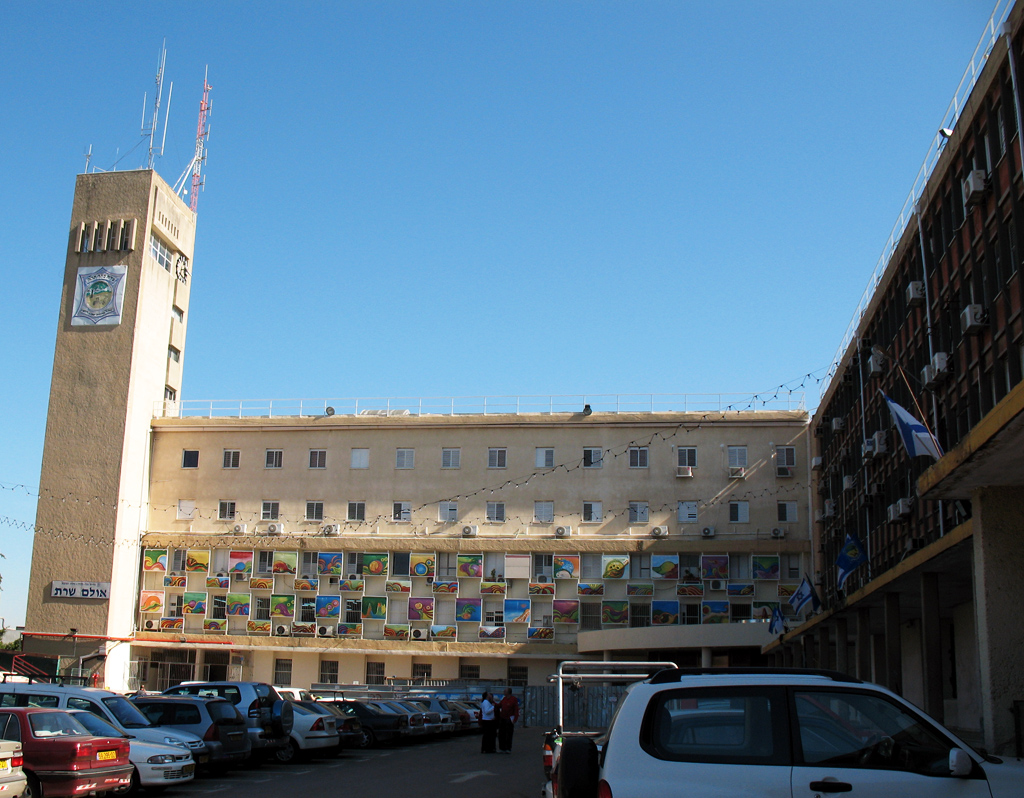
Urząd miejski w Petach Tikwie

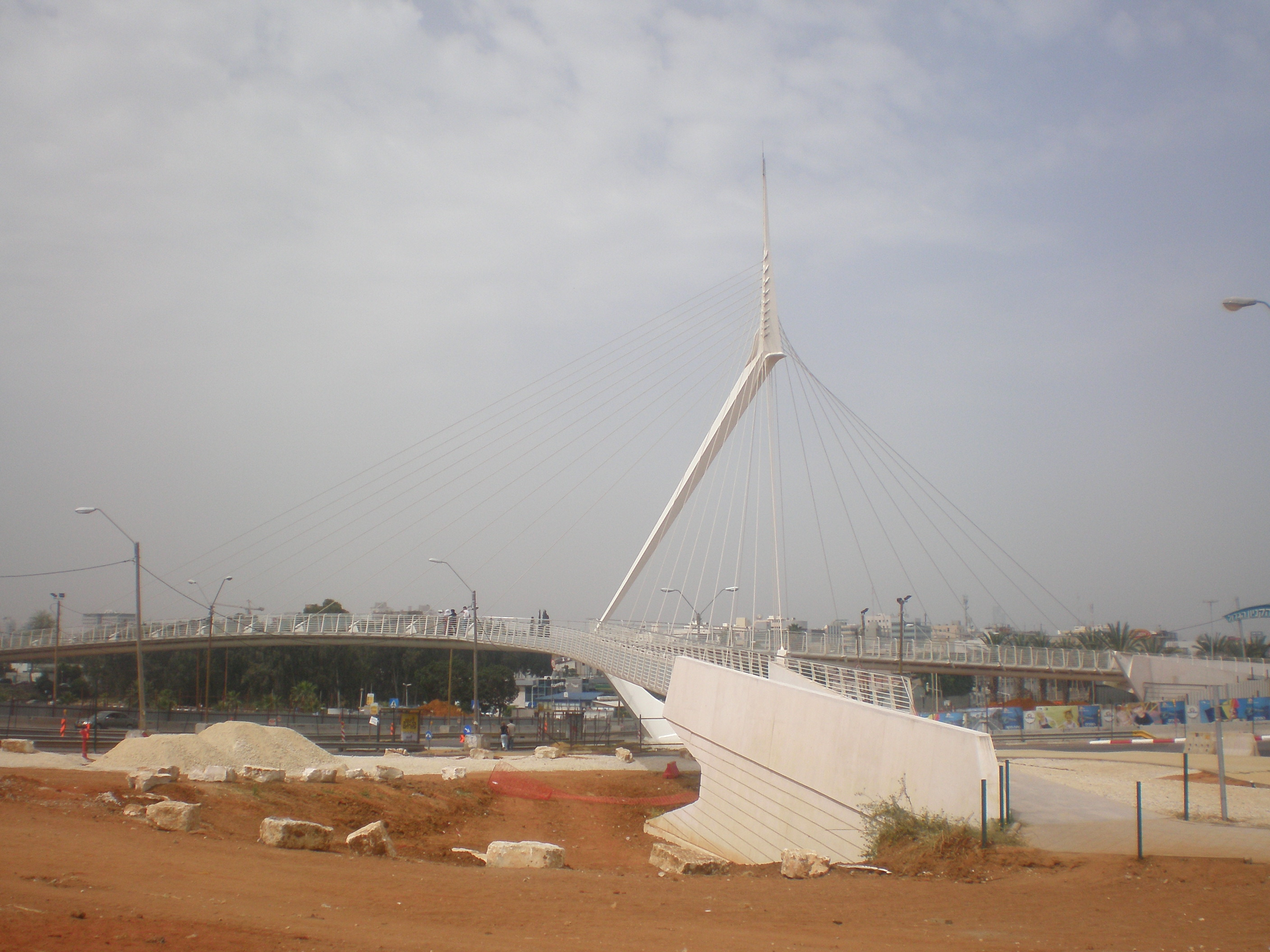
Most Calatrava

W Petach Tikwa ma swoją główną centralę partia polityczna Kadima, której założycielami byli premier Ariel Szaron i Cypi Liwni.

### Przewodniczący samorządu lokalnego
- Szelomo Zalman Gissin (1921)
- Pinchas Meiri (1922–1928)
- Szelomo Stampfer (1928–1937)

### Burmistrzowie
- Szelomo Stampfer (1938–1940)
- Josef Sapir (1940–1950)
- Mordechaj Kraufman (1951)
- Pinchas Raszisz (1951–1966)
- Jisra’el Feinberg (1966–1978)
- Dow Tawori (1978–1989)
- Giora Lew (1989–1999)
- Jiicchak Ohajon (1999–2013)
- Uri Ohad(inne języki) (2013)
- Icik Brawerman (od 2013)

## Miasta partnerskie
- Chicago, Stany Zjednoczone
- Czernihów[11]
- Koblencja, Niemcy
- Laval, Kanada
- Międzyrzec Podlaski, Polska
- Odense, Dania
- Trondheim, Norwegia